# DxO
 (juillet 2016).
Si vous disposez d'ouvrages ou d'articles de référence ou si vous connaissez des sites web de qualité traitant du thème abordé ici, merci de compléter l'article en donnant les références utiles à sa vérifiabilité et en les liant à la section « Notes et références ».
DxO Labs (autrefois DO Labs) est une entreprise française fondée en 2004, elle commercialise notamment les logiciels de traitement d'images DxO PhotoLab, DxO PureRAW (en), DxO ViewPoint (en), DxO FilmPack (en), ainsi que Nik Collection. Il s'agit d'une société privée de logiciels de photographie fondée par Jérôme Ménière, ancien PDG de Vision-IQ. Le siège social de la société est à Paris, en France.

## Histoire
Initialement organisée comme filiale de Vision IQ, une société française de logiciels fondée en 1995 et spécialisée dans la vision par ordinateur, DO Labs est devenue une société indépendante après avoir levé 7,3 millions d'euros de financement en capital-risque.
Lorsque DO Labs a lancé DxO Optics Pro en 2004, devenu DxO PhotoLab en 2017, il s'agissait du premier produit sur le marché à offrir un moyen de corriger les problèmes photographiques causés par l'électronique du boîtier de l'appareil photo et l'optique de l'objectif sans intervention humaine. Ces corrections automatisées, basées sur des modèles mathématiques des caractéristiques physiques des boîtiers et des objectifs des appareils photo ainsi que sur les métadonnées (EXIF) capturées avec chaque image, signifiaient qu'aucune variable humaine n'était impliquée.
En 2005, à la suite de la campagne OpenRAW (en) visant à simplifier l'interopérabilité des formats de capture, la prise en charge des fichiers RAW a été introduite dans les produits DxO et les versions ultérieures comportaient des technologies supplémentaires d'amélioration automatique de l'image développées spécifiquement pour les fichiers RAW.
Entre 2006 et 2016, DxO Optics Pro a remporté trois prix EISA et deux TIPA.
En 2007, DxO a commencé à produire des dispositifs d'imagerie embarquée pour les téléphones avec appareil photo. Cependant, en 2016, la gamme de produits avait été cédée, la majeure partie de l'équipe de développement étant partie chez le fabricant de caméras GoPro.
En 2008, DxO Labs a créé DxOMark.com pour publier des évaluations de qualité d'image pour les appareils photo autonomes, les objectifs et les appareils mobiles équipés d'appareils photo.
En 2017, DxOMark est devenue une société indépendante, DxOMark Image Labs,. Le 25 octobre 2017, DxO a annoncé l'acquisition des actifs de Nik Collection auprès de Google.
Début 2018, l'entreprise a fait faillite et s'arrêtera la partie de l'entreprise qui produisait le DxO ONE. Depuis 2018, DxO s'est entièrement concentré sur le développement de logiciels et a depuis remporté six prix TIPA, dont celui du meilleur logiciel d'imagerie pour professionnels en 2023.
En 2020, Nik Collection a remporté le prix EISA du meilleur logiciel de retouche photo.

## Technologies principales
Depuis sa création, DxO a développé un certain nombre de technologies qui sous-tendent de nombreuses fonctionnalités de l'offre de produits actuelle :
- Optics Modules - modules de correction du boîtier et de l'objectif de l'appareil photo[16] : appelé à l'origine "Lens Correction Modules"[17] téléchargeables gratuitement depuis tous les logiciels DxO[18].
- DeepPRIME - un moteur de débruitage et de dématriçage formé par l'IA[19] : en 2024, PureRAW 4 a été accompagné par la dernière génération du moteur DeepPRIME, connu sous le nom de XD2[20].
- Smartlighting - éclairage intelligent pour gérer les images avec une plage dynamique plus élevée : inclut un mécanisme visant à utiliser toute la plage dynamique de l’image; il résout la plupart des surexpositions, débouche les ombres en préservant les zones claires, et récupère des détails dans les zones écrêtées[21].
- ClearView - un outil de désembuage[22] : un traitement particulier intensifie les contrastes pour enlever le voile atmosphérique et estomper la brume; il s’agit d’un traitement spécifique faisant appel à des algorithmes particuliers.DxO Wide Gamut

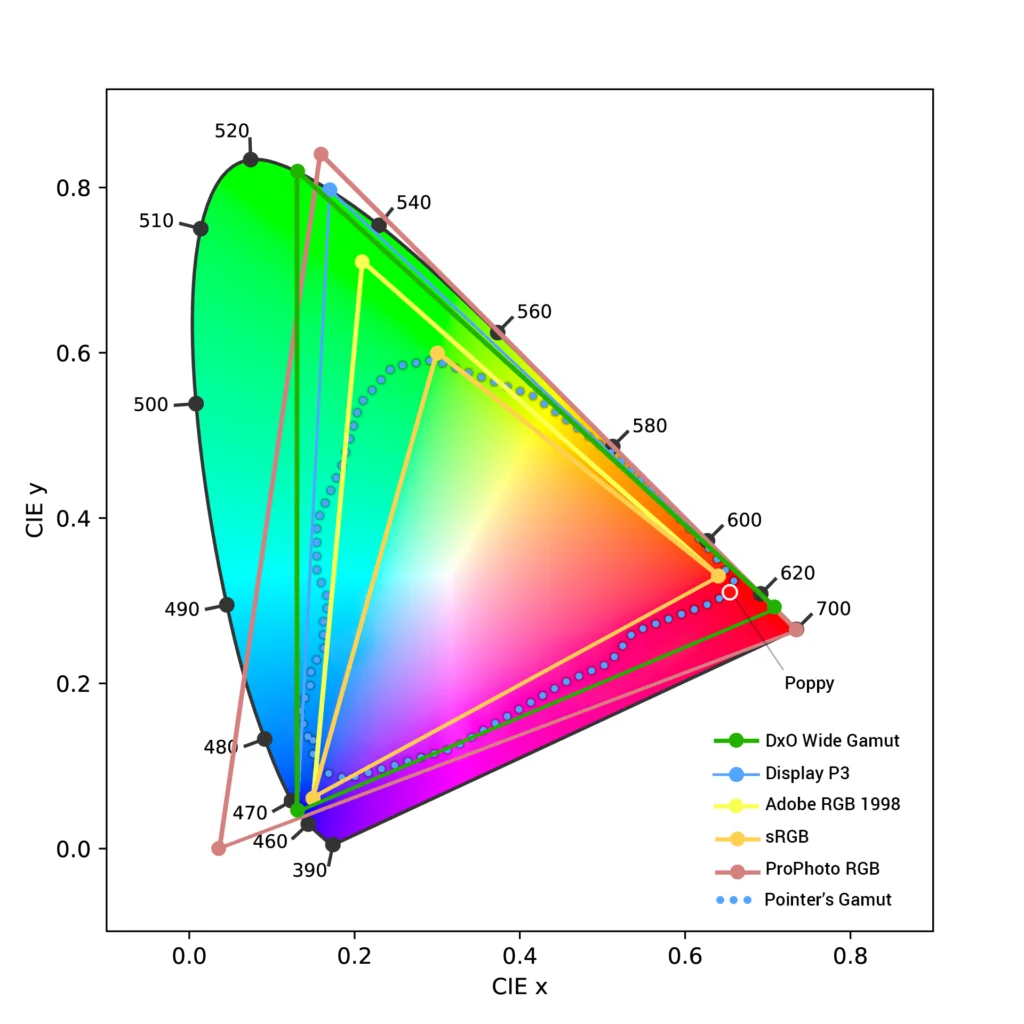
DxO Wide Gamut

- U Point - technologie de sélection : acquis lorsque DxO a acheté la Nik Collection de Google. L'idée de base c'est que you (vous), le photographe, pointez à (choisissez) ce qu'il faut ajuster sur la photo[23]. Ces sélections sont basées sur les attributs de chaque pixel[24], tels que la teinte, la saturation, la luminosité, ou le contraste[25]. Ainsi, le photographe n'a pas besoin de créer des masques classiques ; les sélections sont plutôt effectuées à l'aide de points de contrôle[26].
- FilmPack - s’appuie sur une analyse scientifique des pellicules argentiques. Chaque film d’antan a fait l’objet d'etudes soigneuses et de mesures précises pour déterminer le grain, le contraste ou encore la colorimétrie; ainsi les rendus sont assez fidèless[27].
- ViewPoint - technologie de correction géométrique : pour traiter l'anamorphose l’étirement causé par les objectifs grand-angle et créer des images d’architecture aux angles parfaits avec une gamme d’outils corrigeant les perspectives, automatiquement ou manuellement[28].
- Wide Gamut – un espace colorimétrique plus commode pour la retouche photo : la couleur native du capteur est convertie en couleur de travail afin de livrer une image qui conserve tous les détails de luminance du capteur, donc toutes les tonalités et tous les détails sont entretenus[29].

## Produits et services abandonnés
- DxO Analyzer était une suite d'outils logiciels et d'équipements permettant de tester des capteurs, des objectifs et des caméras autonomes, ainsi que des appareils mobiles équipés de caméras[30]. Initialement introduit par DxO Labs, DxO Analyzer est désormais un produit de DxOMark Image Labs[31].
- Embedded imaging : en 2006, DxO a levé 10,6 millions d'euros pour financer le développement de dispositifs d'imagerie embarquée pour téléphones avec appareil photo. La gamme d'appareils qui en résulte a été lancée en 2007. Cependant, la production avait cessé en 2016.
- La DxO ONE était une caméra connectée au téléphone. Il s'agissait d'un petit appareil photo f/1,8 de 20 mégapixels, doté d'un capteur de 1 pouce, qui se branche sur le connecteur Lightning d'un iPhone ou d'un iPad et utilise l'écran pour cadrer et prendre une image. La caméra a été abandonnée en 2018[32].
- DxO Optics Pro a été le premier produit grand public lancé sous la bannière DxO par DO Labs en 2004. Après 11 versions majeures, il a été remplacé par DxO PhotoLab en 2017, premier produit DxO à être livré avec la technologie U Point acquise auprès de l'achat de Nik Collection auprès de Google. Cependant, les utilisateurs devront désormais acheter à la fois DxO FilmPack et DxO ViewPoint afin de conserver les rendus de films et les corrections de perspective qui faisaient partie intégrante d'Optics Pro[33].